# Yoo Jun-soo
Yoo Jun-soo (kor. 유준수; * 8. Mai 1988) ist ein südkoreanischer Fußballspieler.

## Karriere
Das Fußballspielen lernte Yoo Jun-soo auf der Korea University in Seoul. Seinen ersten Vertrag unterschrieb er 2011 bei Incheon United, einem Verein, der in der ersten Liga des Landes, in der K League spielte. 2013 wechselte er zu Gyeongju KHNP. Nach nur einem Jahr wechselte er zum K-League-Club Ulsan Hyundai nach Ulsan. Von 2016 bis 2017 spielte er für Sangju Sangmu FC. Zu den Spielern des Vereins zählen südkoreanische Profifußballer, die ihren zweijährigen Militärdienst ableisten. Nachdem der Vertrag in Ulsan 2017 ausgelaufen war, unterschrieb er einen Vertrag beim thailändischen Erstligisten Buriram United. Hier absolvierte er in der Saison 2018 34 Spiele. Nach einem Jahr ging er in seine Heimat Südkorea zurück und schloss sich den Pohang Steelers an. Nach sechs Spielen wechselte er im Juli 2019 wieder nach Thailand. Hier steht er bei dem in der Thai League spielenden Verein Ratchaburi Mitr Phol unter Vertrag. Nach einer Saison verließ er Ratchaburi und ging zum Ligakonkurrenten PT Prachuap FC nach Prachuap. Für PT absolvierte er 16 Erstligaspiele. Nach der Saison wechselte er Anfang 2021 wieder nach Südkorea. Hier unterschrieb er einen Vertrag beim Zweitligisten Chungnam Asan FC in Asan. Dort kam er in seiner ersten Saison auf 33 Ligaeinsätze, in denen er zwei Treffer erzielen konnte.

## Erfolge
Buriram United
- 2018 – Thai League – Meister
- 2018 – Thai FA Cup – Finalist

Ratchaburi Mitr Phol
- 2019 – Thai FA Cup – Finalist

Gyeongju KHNP FC
- 2013 – Korea National League – 2. Platz